# Боевые забастовочные комитеты
Боевые забастовочные комитеты — рабочие боевые революционные организации, созданные в ходе революции 1905—1907 годов для координации забастовочной борьбы и руководства вооружённым восстанием против самодержавия. Чаще всего создавались по коалиционному принципу — из представителей всех партий и революционных организаций. Боевые забастовочные комитеты появились в начале декабря 1905 года накануне вооружённого восстания.
На Украине первым был создан Екатеринославский боевой забастовочный комитет из представителей депутатского собрания рабочих города Екатеринослав (ныне Днепр), забастовочного-распорядительной комиссии Екатерининской железной дороги, Объединённого комитета РСДРП, Екатеринославской организации «Бунда», Екатеринославского комитета партии социалистов-революционеров (эсеров), Бюро провинциальных организаций РСДРП и Забастовочного комитета служащих Почтово-телеграфного союза. Для информирования населения о своей работе Екатеринославский боевой забастовочный комитет издавал «Бюллетень», в котором печатались его постановления, хроника революционных событий в стране, сведения о революционных события в городе Екатеринослав и губернии. По примеру Екатеринослава боевые забастовочные комитеты появились в Каменском, Никополе и почти на всех станциях Екатерининской железной дороги — в Дебальцево (ныне Донецкая область), Чаплино (ныне посёлок городского типа Днепропетровской области), Никитовке (ныне в пределах города Горловка), Горловке и других. В декабрьские дни 1905 были созданы и действовали боевые забастовочные комитеты в Харькове, Полтаве, Конотопе и многих других городах, а 2 декабря 1905 года на станции Лозовая (ныне в Харьковской области) состоялся съезд делегатов Курско-Харьково-Севастопольской железной дороги и уполномоченных забастовочных комитетов, который принял решение присоединиться к борьбе пролетариата страны, прежде всего пролетариата Донбасса, и объявил на железной дороге общую забастовку.
В декабрьские дни 1905 года боевые забастовочные комитеты взяли на себя руководство боевой подготовкой и военными действиями рабочих дружин и отрядов, по их распоряжениями разоружались полиция и жандармы, осуществлялись охрана и надзор за работой промышленных предприятий, учреждений и организаций, за общественным порядком в городах, были организованы медицинская и материальная помощь населению, поставки продуктов и товаров первой необходимости, регулировались цены на них. В целом боевые забастовочные комитеты действовали как органы революционной власти, в ряде случаев выполняли функции советов рабочих депутатов и признавались не только рабочими и крестьянами, но заставили считаться с собой и представителей царской административной власти. Они сыграли огромную роль в революционной борьбе рабочего класса 1905—1907 годов и стали предшественниками чрезвычайных органов власти — революционных комитетов (ревкомов), которые создавались повсеместно в 1917 году.